# Động đất Biển Aegea 2014
Động đất Biển Aegea 2014 là trận động đất xảy ra vào lúc 12:25:02 (FET), ngày 24 tháng 5 năm 2014. Trận động đất có cường độ 6.9 richter, tâm chấn độ sâu khoảng 6,4 km. Hậu quả trận động đất đã làm 3 người chết, 324 người bị thương.